# James W. Fleming
James Wheeler Fleming (* 15. Februar 1867 in Troy, New York; † 27. April 1928 ebenda) war ein US-amerikanischer Geschäftsmann, Bankier und Politiker.

## Werdegang
James Wheeler Fleming, Sohn von James Fleming, einem Stabsmitglied von US-Senator Edward Murphy junior, wurde 1867 im Rensselaer County geboren und wuchs dort auf. Die Flemings waren im Großhandel mit Spirituosen tätig. James Wheeler Fleming verkaufte das Geschäft jedoch nach dem Tod seines Vaters. Er besuchte die Troy Academy und graduierte am Rensselaer Polytechnic Institute. In den Folgejahren war er Direktor der Manufacturers' National Bank of Troy und der Troy Gas Company. Ferner bekleidete er den Posten als Vizepräsident bei der Manhattan Navigation Company und bei der Casualty Company of America.
Am 15. Juni 1911 wurde er zum New York State Forest, Fish and Game Commissioner ernannt, um den zurückgetretenen Thomas Mott Osborne zu ersetzen. Am 17. Juli 1911 berief man ihn dann zu einem der drei Kommissare in der New York State Conservation Commission. Dabei handelte es sich um den Zusammenschluss der Forest, Fish and Game Commission mit der Water Supply Commission, dem Forest Purchasing Board und der Black River Power Commission. Fleming nahm 1912, 1920 und 1924 als Delegierter an den Democratic National Conventions teil. Er war 1920 und 1921 Bürgermeister von Troy (New York). Bei den Wahlen im Jahr 1922 wurde er zum New York State Comptroller gewählt, erlitt aber bei seiner Wiederwahlkandidatur im Jahr 1924 eine Niederlage gegenüber dem Republikaner Vincent B. Murphy. Er bekleidete den Posten von 1923 bis 1924.